# LelleBelle
LelleBelle là một bộ phim tâm lý của đạo diễn Mischa Kamp, ra mắt lần đầu năm 2010.

## Nội dung
Belle là một cô gái 19 tuổi xinh đẹp, đang theo học vĩ cầm. Cô chỉ mê đàn mà lãnh đạm tới tình yêu. Đối với một đất nước cởi mở về tình dục như Hà Lan, nhất là với bà mẹ là một "chuyên gia" về tình dục, cô được coi như gàn. Bà khuyên cô nên trải nghiệm cuộc sống nhiều hơn. Cô bắt đầu đi tìm những cuộc phiêu lưu tình ái và khám phá ra bí mật bản thân mình, nó cũng làm thăng hoa tiếng đàn.

## Diễn viên
- Anna Raadsveld... Belle
- Benja Bruijning... Jesse
- Charlie Dagelet... Yukshi
- Tom van Landuyt... Vincent
- Renée Fokker... Mẹ Belle
- Joost Bolt... Hendrik
- Isis Cabolet... Em gái Belle
- Roscoe Leijen... Gigolo John
- Tom Jansen... Leraar Wolf

## Ê-kíp
- Thiết kế sản xuất: Vincent de Pater
- Chỉ đạo nghệ thuật: Elsa Oskam
- Phục trang: Sabine Snijders, Marielle Vos
- Hóa trang: Françoise Mol